# Moritz Jaeggy
Moritz Jaeggy, né le 1er janvier 1983 et jouant sous le pseudonyme de Mo, est un joueur de beach soccer international suisse.
Ses deux frères Valentin et Kaspar sont aussi joueurs de beach soccer et membres de la sélection helvète.

## Biographie
Lors de la Coupe du monde 2009, Mo Jaeggy est capitaine de l'équipe de Suisse. La Suisse perd en finale contre le Brésil.
En 2012, Moritz participe à la Coupe du monde des clubs avec le Sporting Portugal et termine à la 4e place.

## Statistiques
Moritz Jaeggy participe aux Coupes du monde 2009 et 2011 avec la Suisse. Au total, il prend part à huit rencontres pour cinq victoires et sept buts inscrits.

## Palmarès

### Avec la Suisse
| Compétitions mondiales | Compétitions continentales |
| --- | --- |
| - Coupe du monde - Finaliste en 2009 - Coupe intercontinentale - 3e en 2011 - Copa das Nações - Finaliste en janvier 2013 - 3e en décembre 2013 | - Euro Beach Soccer League (1) - Vainqueur en 2012 - Finaliste en 2011 - 3e en 2013 - Euro Beach Soccer Cup (1) - Vainqueur en 2005 - Finaliste en 2008 et 2009 |

### En club
- Coupe du monde des clubs
  - Demi-finaliste en 2012 avec le Sporting Portugal